# Protection Spells
Protection Spells ist das sechste Musikalbum von Jason Molinas Band Songs: Ohia. Es handelt sich hierbei um eine Sammlung von improvisierten Songs, die Jason Molina auf seiner Europa-Tour mit Songs: Ohia 1999 einspielte. Whenever I Have Don A Thing In Flames (Titel 9) wurde bei VPRO Radio 5 ‘De Avonden’ aufgenommen, der Titel wurde von Berry Kamer, Jan Hiddink und Maurice Woestenburg produziert.

## Veröffentlichung
Das Album wurde am 1. Januar (laut Secretly Canadian) beziehungsweise am 1. September 2000 (laut offizieller Songs: Ohia Website) von Secretly Canadian als auf 500 Stück limitierte CD mit der Bestellnummer SC037 veröffentlicht und ist Out of print. Das komplette Album gibt es bei diversen Online-Musikdiensten wie eMusic zu erstehen.

## Titelliste
Alle Texte wurden von Jason Molina verfasst.
1. Trouble Will Find You – 5:30
2. The Moon Undoes It All – 5:48
3. Darkness That Strong – 4:17
4. Keep Only One Of Us Free – 5:12
5. The World At The End Of The World – 5:41
6. Fire On The Shore – 5:26
7. Mighty Like Love, Mighty Like Sorrow – 4:07
8. The One Red Star – 5:17
9. Whenever I Have Done A Thing In Flames – 7:05